# Unbiuni
L'unbiuni és el nom provisional d'un hipotètic element químic encara no sintetitzat, que significa un-dos-un i el símbol provisional del qual és Ubu, i el seu nombre atòmic, 121. Correspondria al nou grup de superactínids.
Seria el primer element la configuració electrònica del qual en estat estacionari conté un electró en l'òrbita g, per la qual cosa seria el primer element del bloc g.
En la taula periòdica ampliada pertany als transactínids (a la taula periòdica normal no es mostra).

## Propietats
- Nombre màssic: Desconegut
- Grup: 3B
- Període: 8
- Classificació: Element de Transició
- Estat: Presumptament sòlid
- Protons: 121
- Electrons: 121
- Neutrons: Desconegut
- Estructura Electrònica: 2-8-18-32-33-18-8-2